# Stora Hornsjön, Västergötland
Stora Hornsjön, även kallad Stora Horredssjön eller Björkholmssjön, beroende på om man pratar med en person från Horredssidan eller Veddigesidan av sjön. 
Sjön är en klarvattensjö i Varbergs kommun och Kungsbacka kommun i Halland och Marks kommun i Västergötland och ingår i Viskans huvudavrinningsområde. Sjön är 42 meter djup, har en yta på 5,67 kvadratkilometer och befinner sig 29 meter över havet. Sjön avvattnas av vattendraget Hornå. Vid provfiske har en stor mängd fiskarter fångats, bland annat abborre, braxen, gädda och lake,  men uppges ha minst 14 olika fiskarter. Vägen mellan Horred och Idala tangerar sjöns nordöstra del.
Stora Hornsjöns utlopp ligger i sjöns nordöstra vik. Här börjar Hornån som rinner genom Lilla Horredssjön (även kallad Lilla Hornsjön), vidare norr om Horred och ut i Viskan.

## Delavrinningsområde
Stora Hornsjön ingår i delavrinningsområde (636175-129251) som SMHI kallar för Utloppet av Stora Horredssjön. Medelhöjden är 78 meter över havet och ytan är 40,96 kvadratkilometer. Det finns inga avrinningsområden uppströms utan avrinningsområdet är högsta punkten. Hornå som avvattnar avrinningsområdet har biflödesordning 2, vilket innebär att vattnet flödar genom totalt 2 vattendrag innan det når havet efter 32 kilometer. Avrinningsområdet består mestadels av skog (74 %). Avrinningsområdet har 5,98 kvadratkilometer vattenytor vilket ger det en sjöprocent på 14,6 %.

## Fisk
Vid provfiske har följande fisk fångats i sjön:

- Abborre
- Braxen
- Gädda
- Lake
- Löja
- Mört
- Nors
- Sarv
- Sik
- Sutare
- Ål